# Château-des-Prés
Château-des-Prés är en kommun i departementet Jura i regionen Bourgogne-Franche-Comté i östra Frankrike. Kommunen ligger i kantonen Saint-Laurent-en-Grandvaux som tillhör arrondissementet Saint-Claude. År 2018 hade Château-des-Prés 207 invånare.

## Befolkningsutveckling
Antalet invånare i kommunen Château-des-Prés
Referens:INSEE